# Mandalay
Mandalay este al doilea oraș ca mărime din Myanmar, după Yangon. Situat pe malul estic al râului Irrawaddy, la 716 km nord de Yangon, orașul are o populație de 1.225.553. Mandalay a fost fondată în 1857 de regele Mindon, înlocuind Amarapura ca nouă capitală regală a dinastiei Konbaung.

## Galerie de imagini

Mandalay - မန္တလေးမြို့
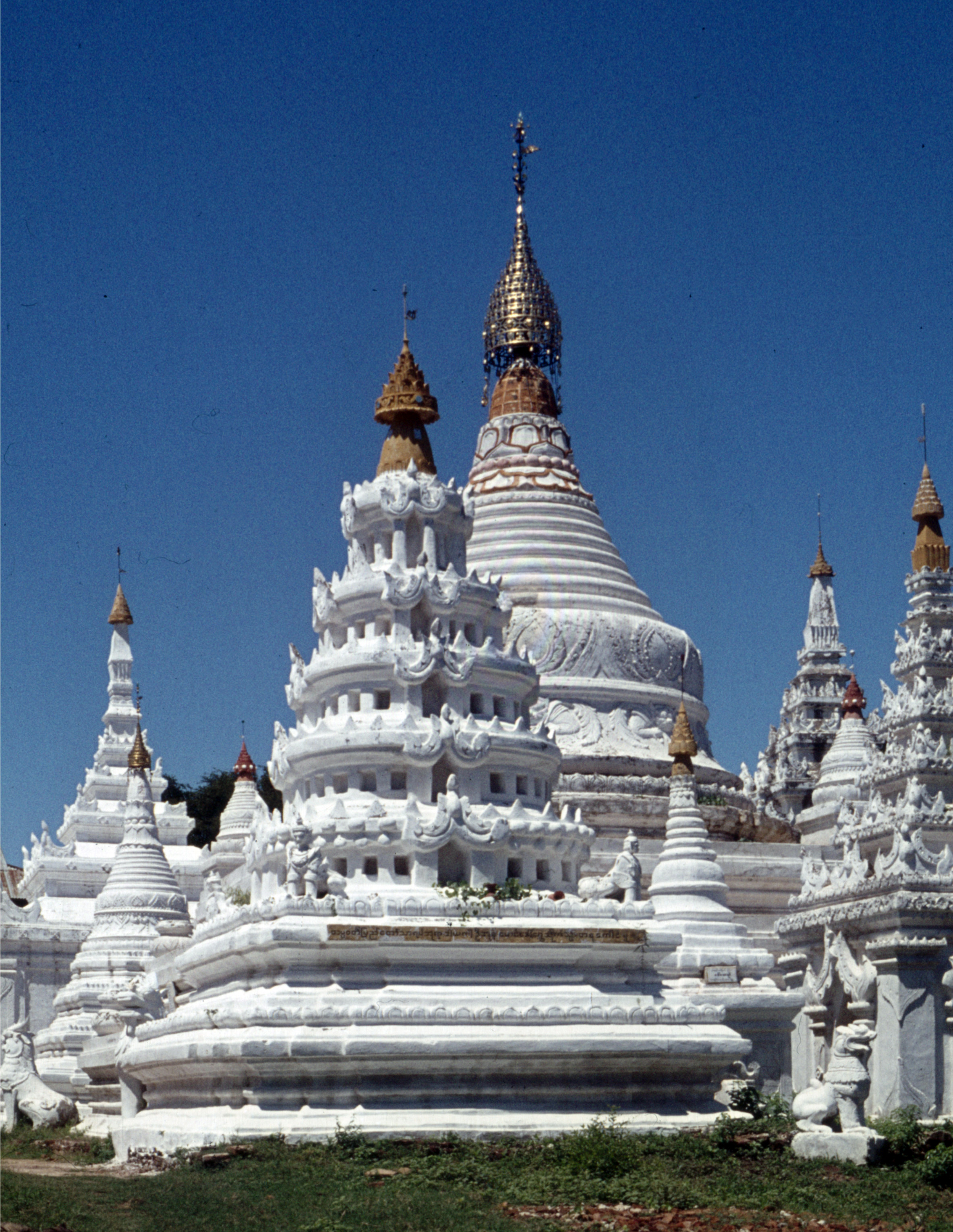
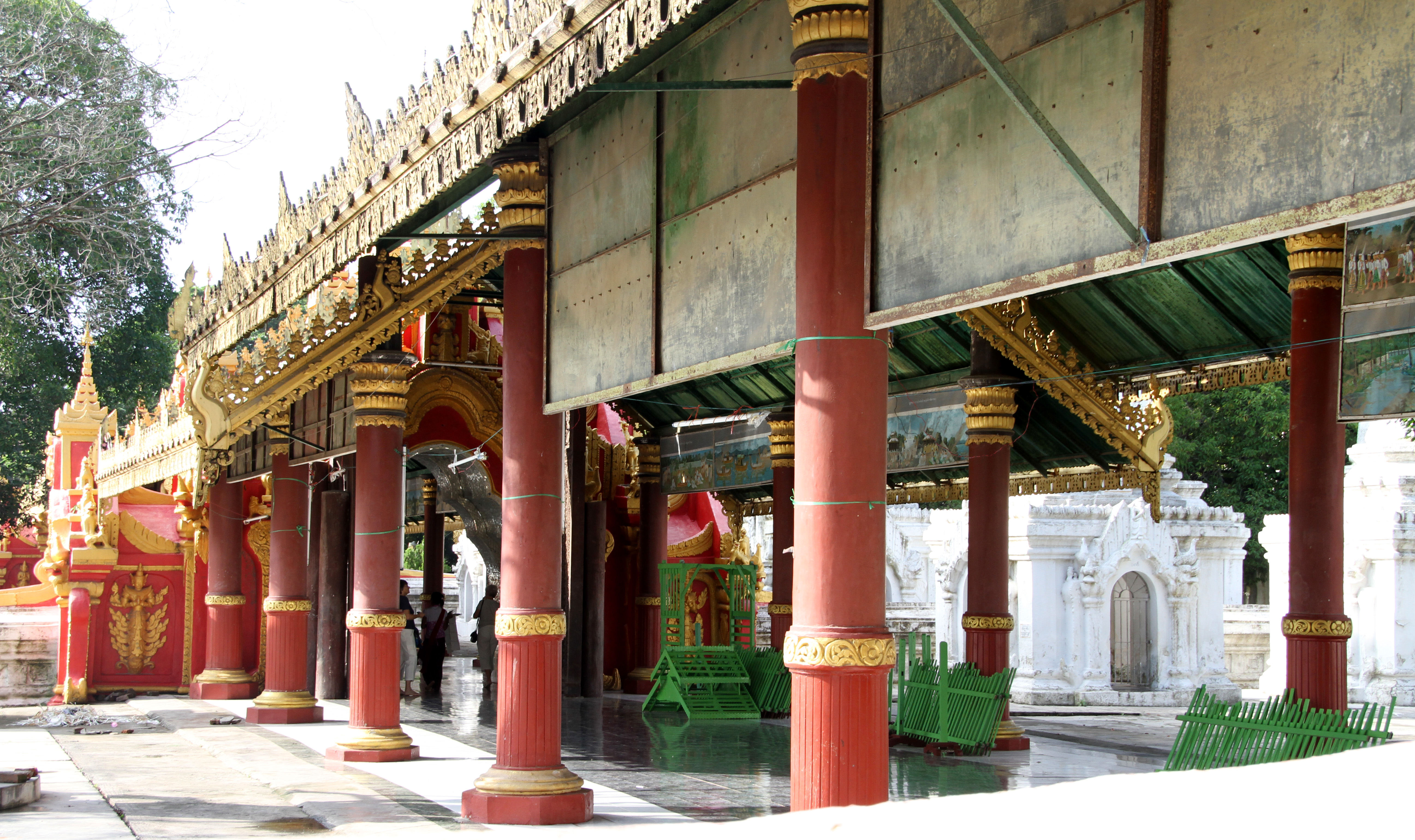
Kuthodaw
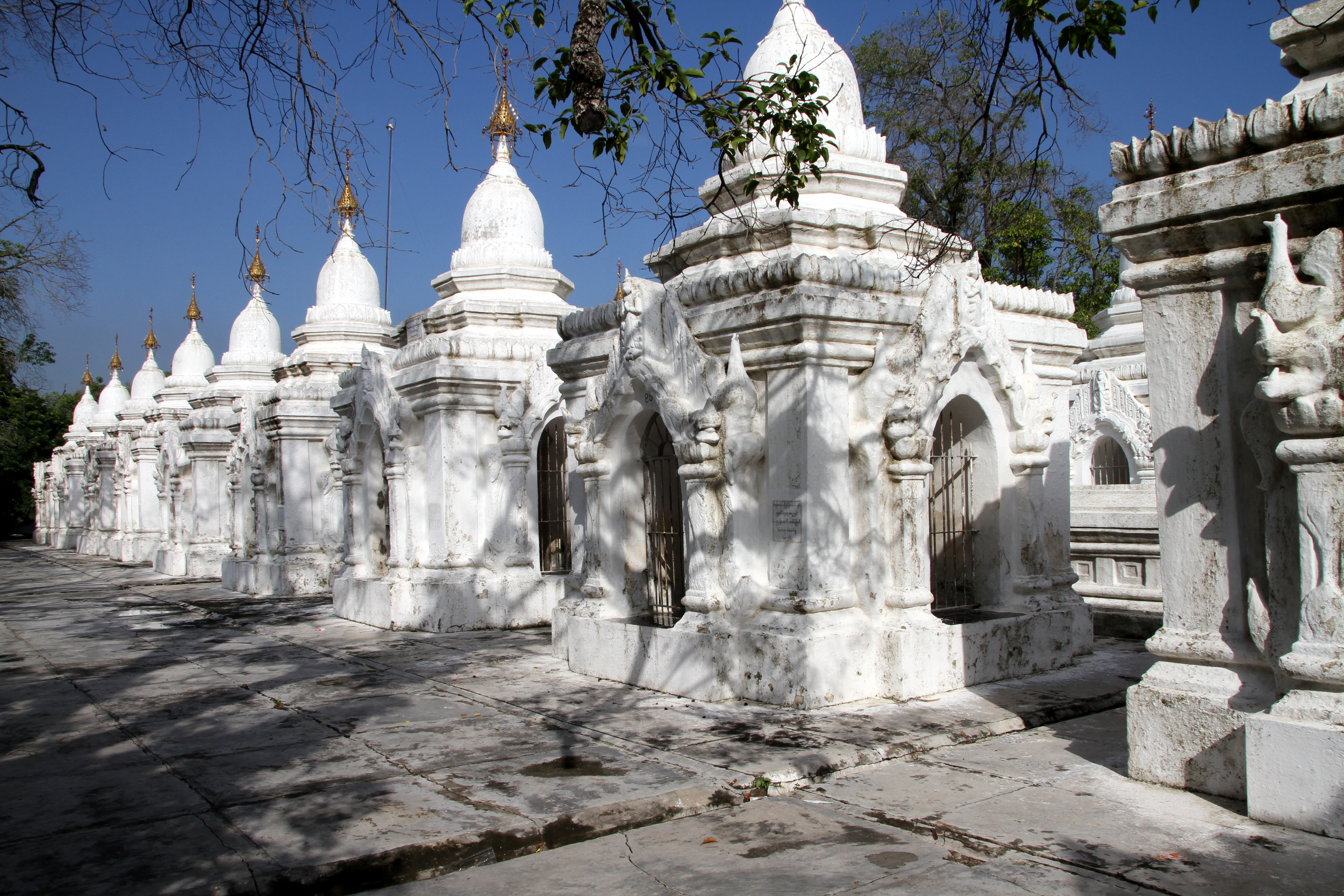
Kuthodaw
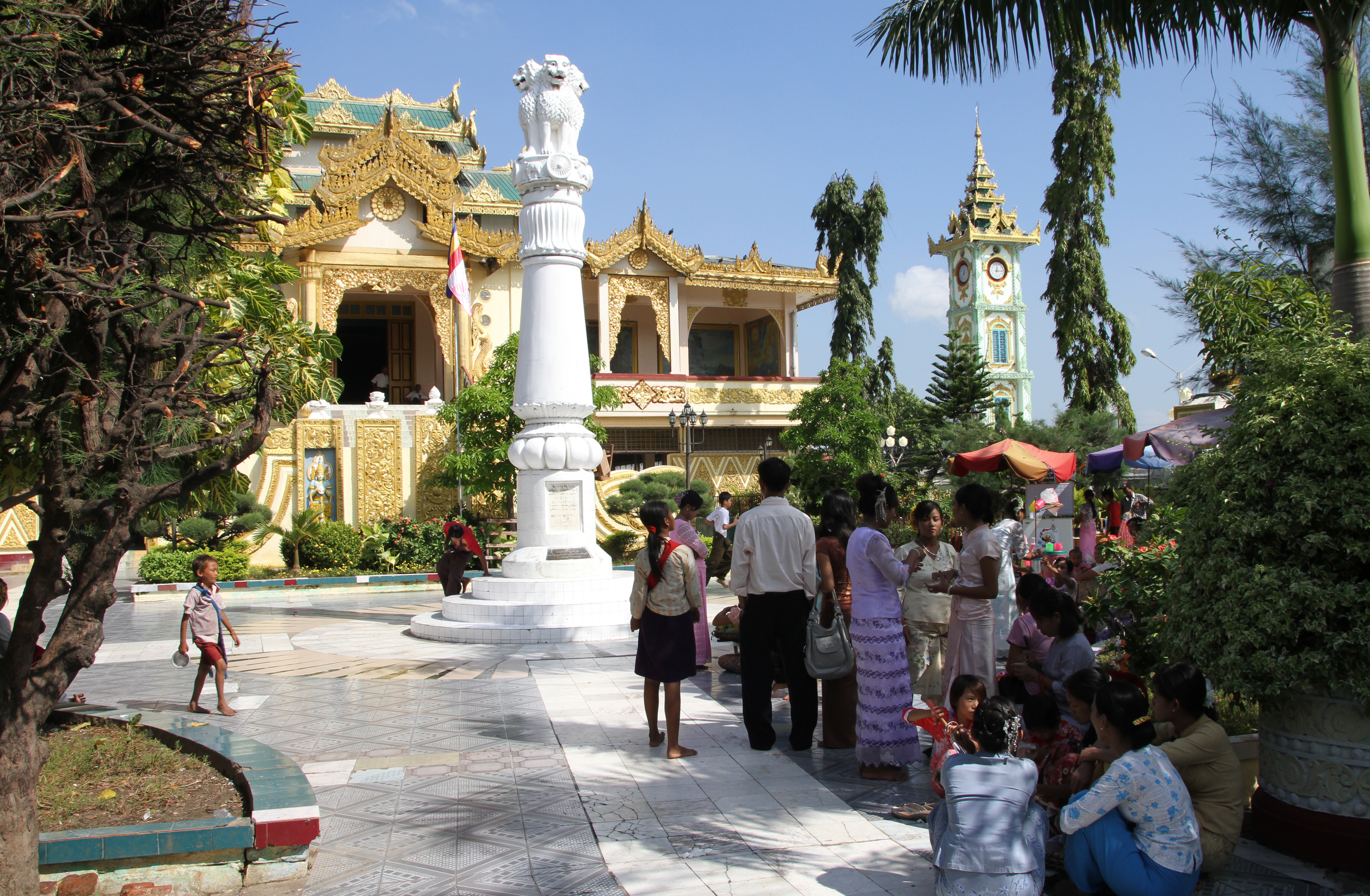
Mahamuni
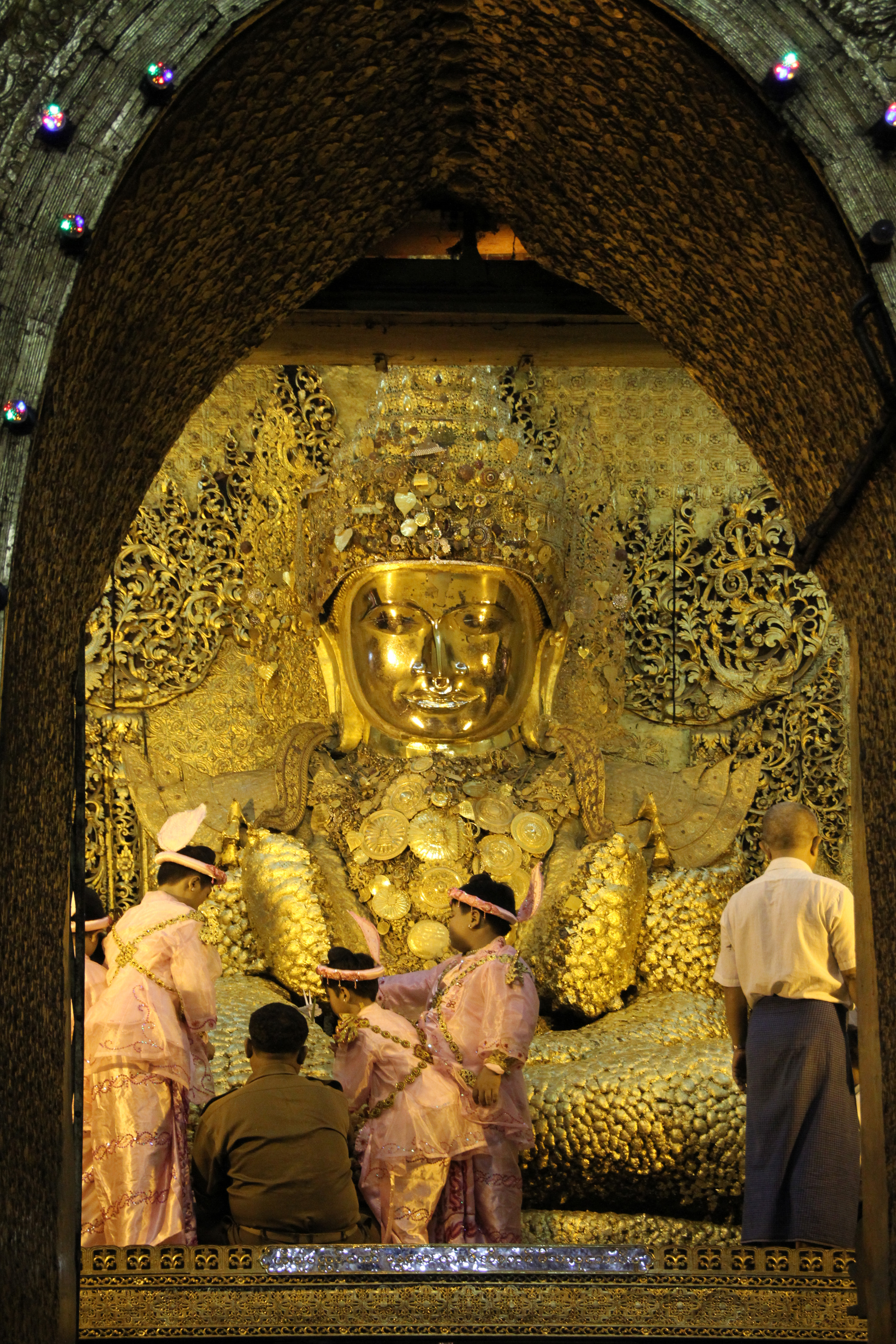
Mahamuni
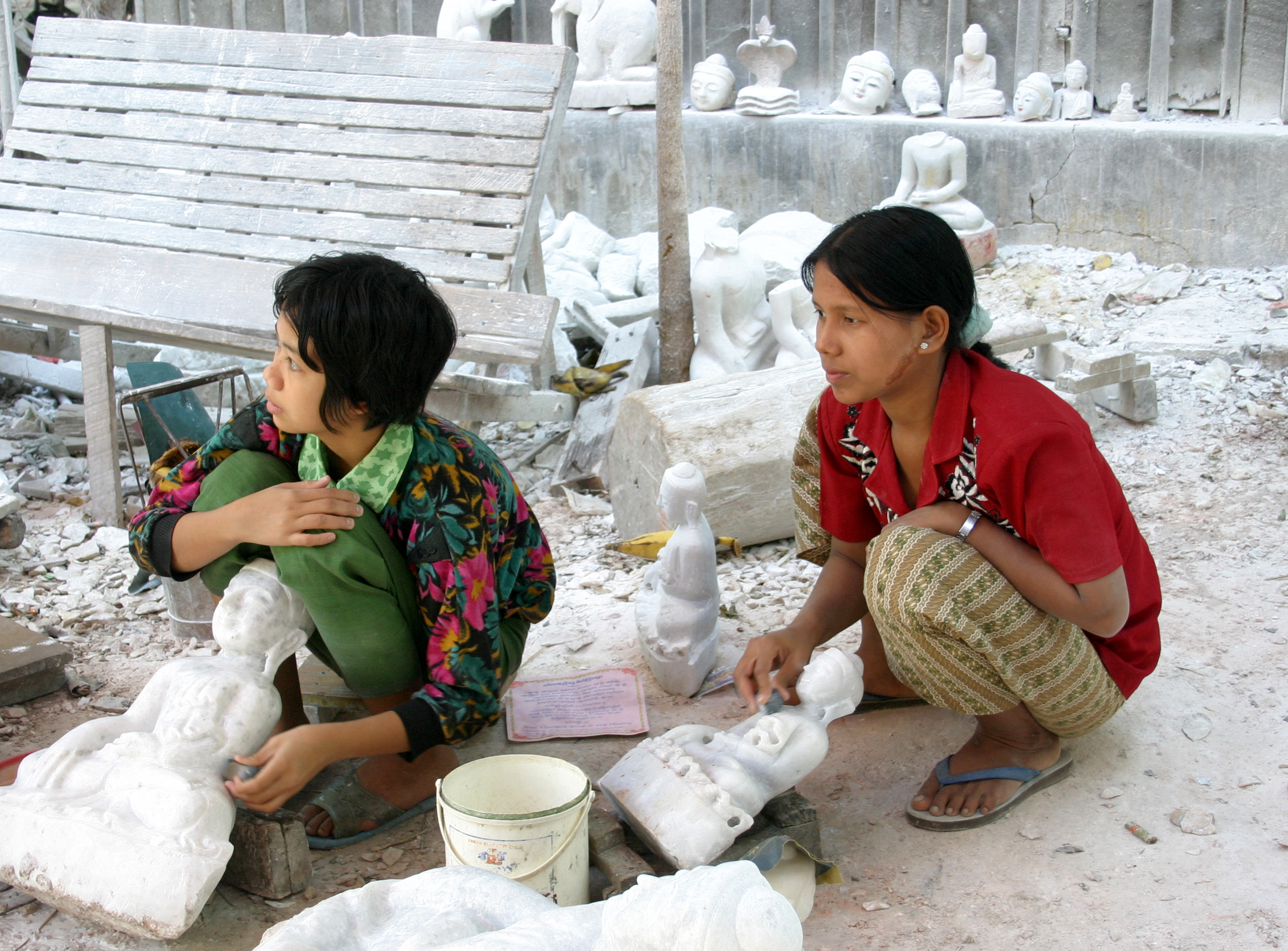
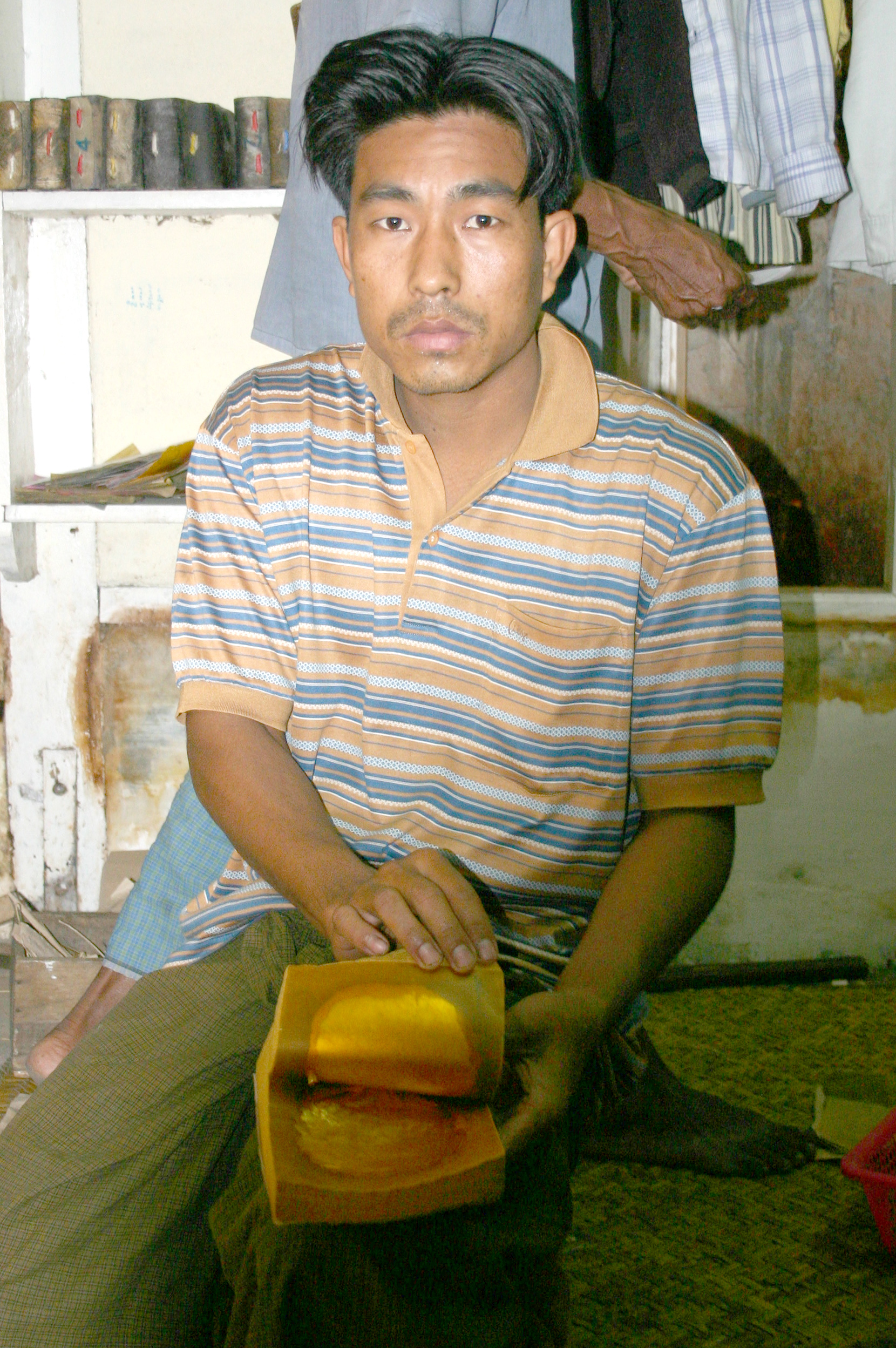
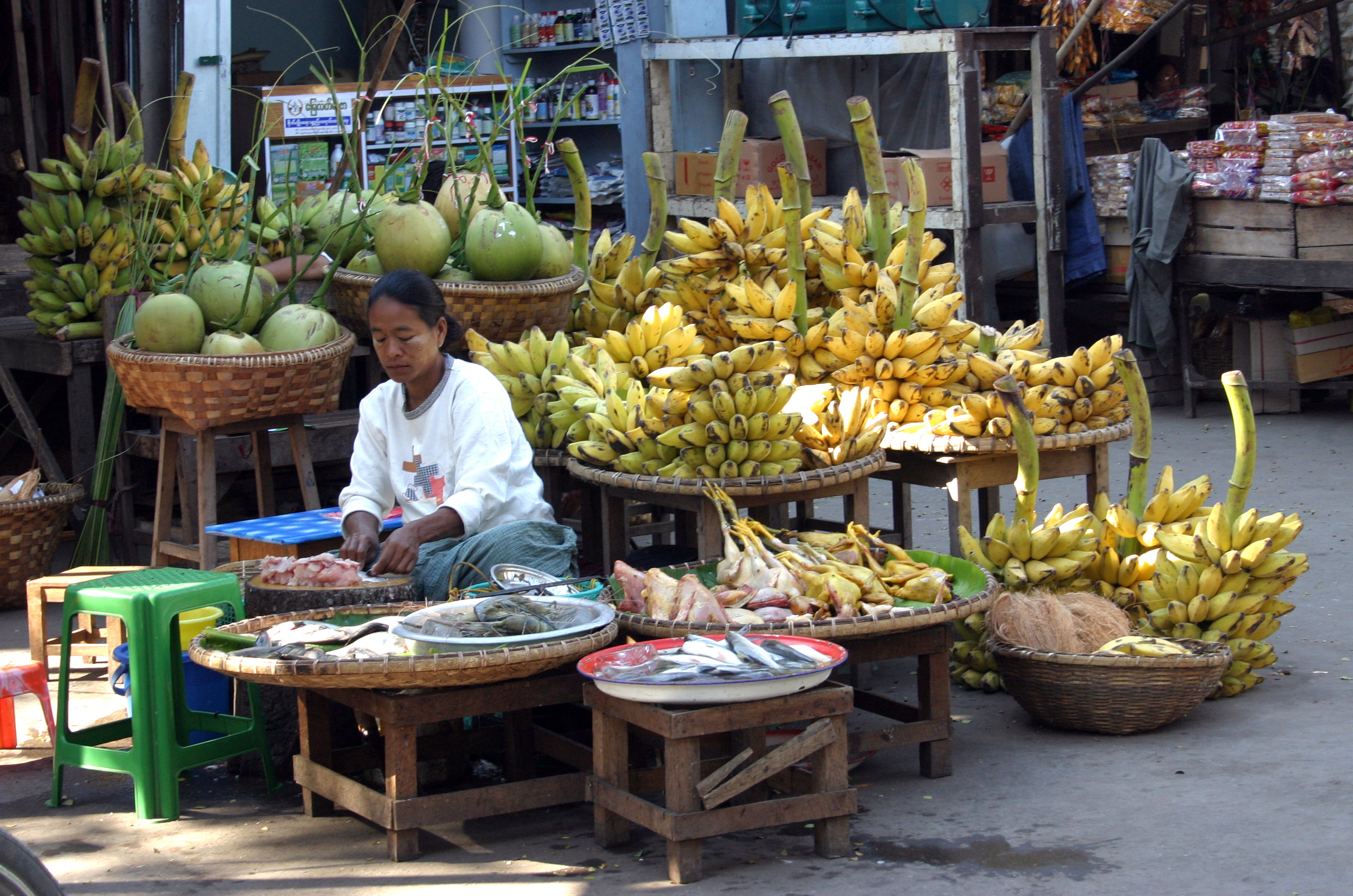
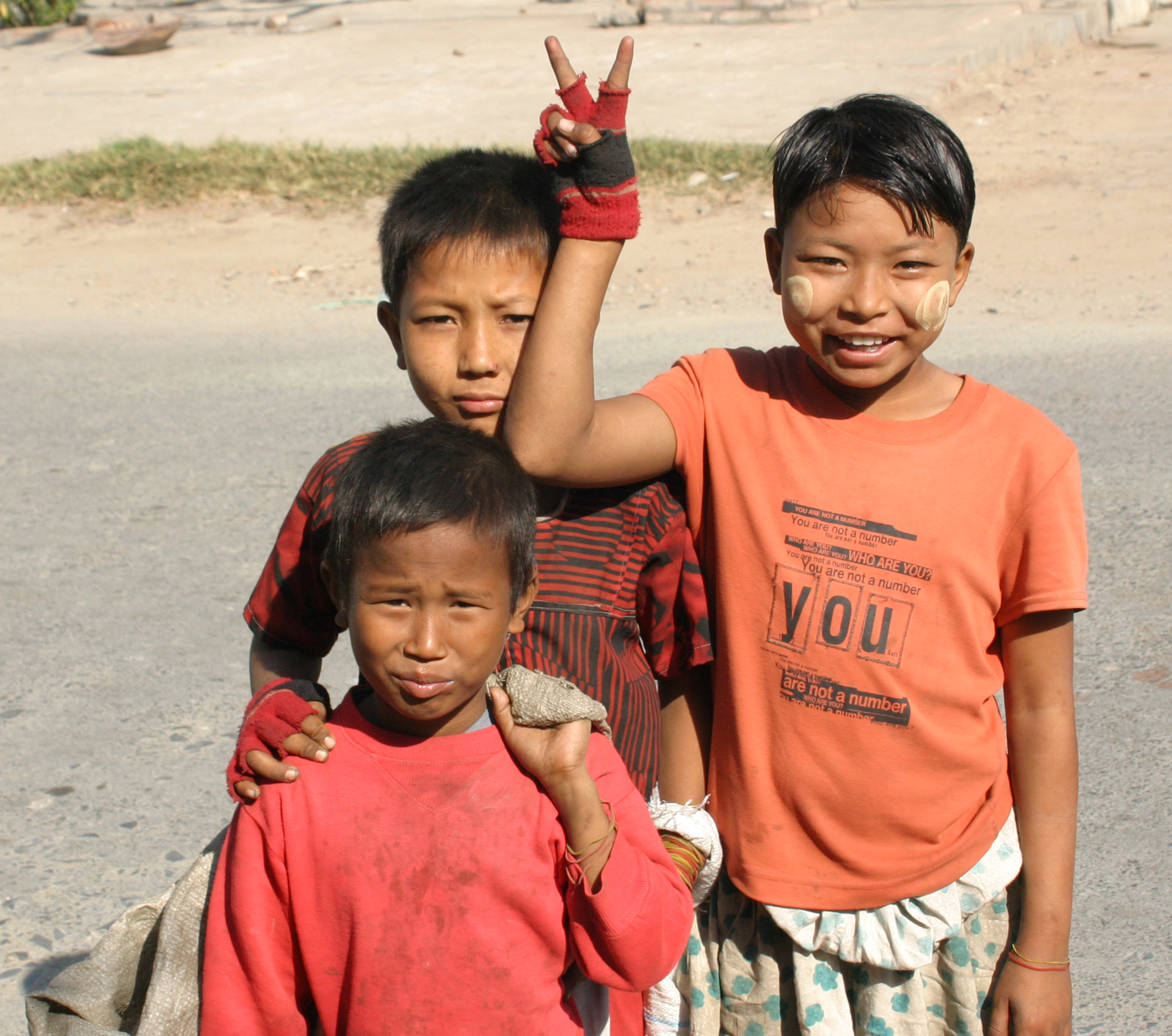
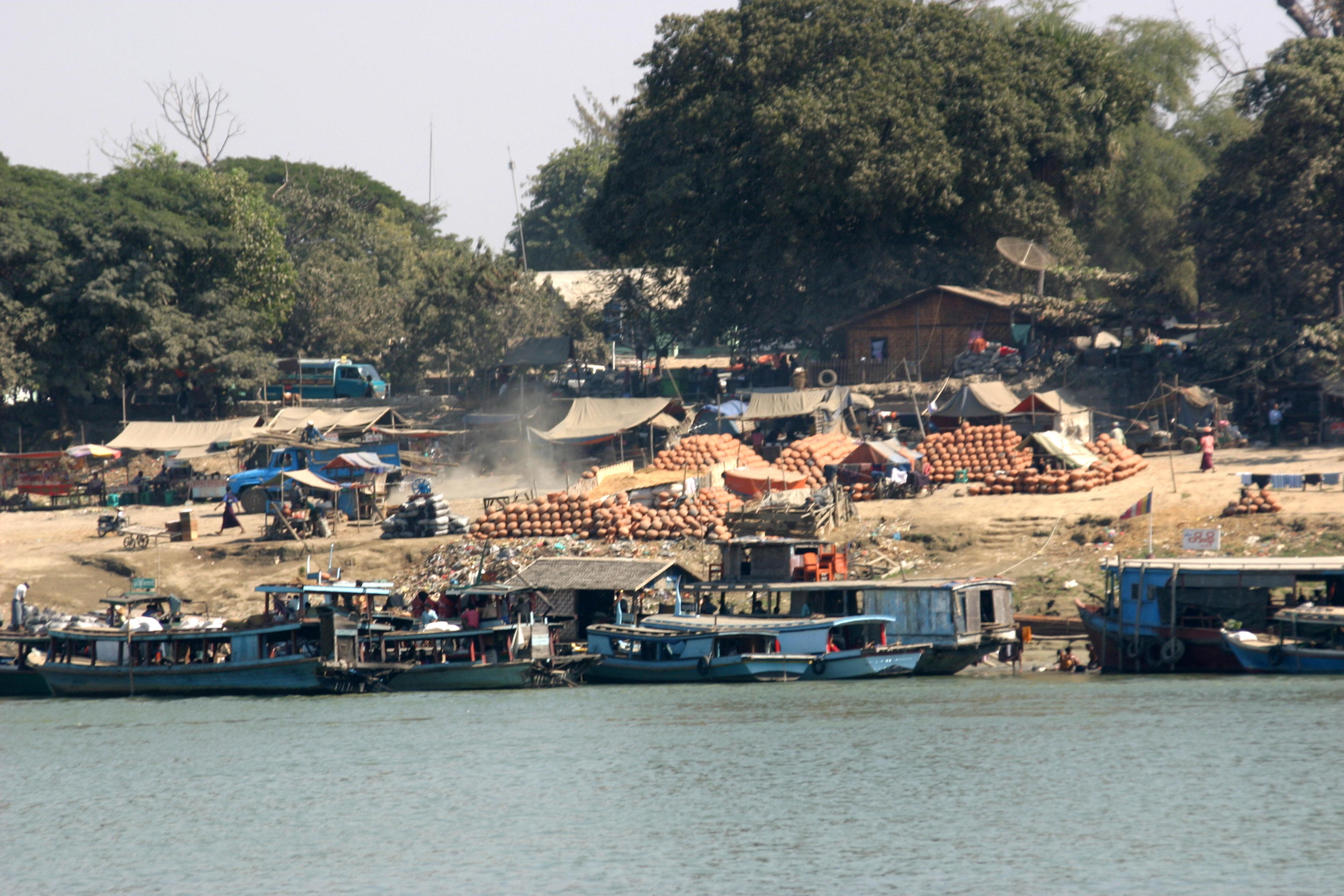